# Аргумент з випадку
Аргумент з випадку — це неформальна логічна помилка, де докази на основі випадку представлені як аргумент без будь-яких інших доказів чи аргументів. Цей тип аргументації вважається неформальною логічною помилкою. Він є непереконливим, оскільки випадок може бути вигаданий, неправильно витлумачений або є незначним статистичним викидом, якщо розглядати додаткові докази. Цю помилку часто можна зустріти в поєднанні з помилкою поспішного узагальнення — де поспішне узагальнення робиться з необґрунтованих випадків.

## Приклади
«Сьогодні Бог відвідав мене уві сні, і щоб щось відвідало мене, воно повинно існувати – отже, Бог існує».
Хоча цей аргумент логічно дійсний — оскільки, якщо посилка істинна, висновок також має бути істинним; це може бути не логічно обґрунтованим. Передумова (яка є чисто випадковою) могла бути вигадана, щоб підтримати аргумент цієї людини, або бог, побачений у сні, міг просто бути частиною сну. Достовірність передумови неможливо визначити, оскільки вона є випадковою.
«Я знаю того, хто помер після куріння марихуани, тому куріння марихуани дуже небезпечно і не повинно бути законним».
Це приклад помилки поспішного узагальнення, яка працює з аргументом з випадку. Цей аргумент поганий, оскільки: а) важко визначити правдивість або дійсність посилки; б) навіть якщо хтось помер після куріння марихуани, один поодинокий випадок не означає, що вона настільки небезпечна, як стверджує аргумент, без додаткових доказів це поспішне узагальнення і в) у цьому твердженні використовується помилка post hoc; те, що хтось помер після куріння марихуани, це не означає, що марихуана спричинила смерть.